# Pemphigonotus kambangensis
Pemphigonotus kambangensis är en tvåvingeart som först beskrevs av Meijere 1913.  Pemphigonotus kambangensis ingår i släktet Pemphigonotus och familjen fritflugor. Inga underarter finns listade i Catalogue of Life.